# Sándor Wekerle
Sándor Wekerle (14. listopadu 1848 Mór – 26. srpna 1921 Budapešť) byl maďarský politik. Ve třech obdobích zastával post premiéra Uherska (1892–1895, 1906–1910, 1917–1918). Dohromady stál v čele vlády 7 let a 48 dní. Ve svém prvním premiérském mandátu prosadil několik průlomových zákonů a opatření, zejména v církevní oblasti, ve dvou zbývajících mandátech byl spíše loutkou silnějších osobností kolem něj. Byl vnímán jako liberál, jako první premiér se pokoušel i o sociální politiku, zatvrzelý ale zůstal k dělnickému hnutí a národnostním menšinám (např. Velezrádný proces roku 1908). Byl prvním nešlechticem v premiérské funkci. Uherskou politiku silně ovlivnil i jako ministr financí (1889–1895, 1906–1910, 1917–1918). Byl představitelem Národní konstituční strany (Országos Alkotmánypárt).

## Život
Narodil se v Móru v dunajsko-švábské rodině. Vystudoval práva na Budapešťské univerzitě. Roku 1872 získal doktorát, v roce 1877 se habilitoval ve finančním právu. Poté vstoupil do státní služby a pracoval na ministerstvu financí. Stále však pokračoval v akademické kariéře přednášením politické ekonomie na univerzitě. V roce 1886 byl zvolen do Poslanecké sněmovny, ve stejném roce se stal finančním státním tajemníkem a v roce 1889 vystřídal Kálmána Tiszu ve funkci ministra financí. Provedl konverzi státních půjček, zvýšil spotřební daně a podařilo se mu, poprvé v historii maďarského rozpočtu, vyhnout se deficitu. Připravil přechod na zlatý standard. V listopadu 1892 nahradil hraběte Gyulu Szapáryho ve funkci premiéra, i když si ponechal i portfolio financí. Navzdory silnému odporu katolíků a magnátů, v roce 1894 protlačil zákon o občanském sňatku. Prováděl liberální církevní politiku, zrušil nadřazenost katolické církve, dosáhl rozsáhlé odluky církve od státu a vymohl rovná práva pro Židy. Pokračující odpor klerikálů, včetně císaře Františka Josefa I., ho však 22. prosince 1894 donutil k rezignaci. Vystřídal jej Dezső Bánffy. 1. ledna 1897 byl jmenován prezidentem nově vytvořené správního soudu a na několik dalších let se držel stranou politiky, ačkoli z titulu své funkce byl automaticky členem sněmovny magnátů. Byl v té době také ředitelem Národního kasina v Budapešti, které pomáhal zakládat, jako jedno z opatření k ozdravění státních financí. 8. dubna 1906 byl znovu jmenován ministerským předsedou, přičemž zároveň převzal resort financí. Ke konci mandátu vedl i ministerstvo spravedlnosti. Dne 27. dubna 1909 rezignoval, ale vedl úřad až do 17. ledna 1910. Potřetí se vrátil k moci v roce 1917 a sloužil jako předseda vlády poslední rok první světové války. Založil novou Ústavní stranu 48, ale ve volbách toho roku s ní neuspěl. Vojenská porážka Rakouska-Uherska ho přiměla v říjnu 1918 rezignovat. V době komunistické Maďarské republiky rad byl držen jako rukojmí. V horthyovské éře do politiky nezasahoval.
Jeho syn Sándor Wekerle mladší (1878–1963) se stal ministrem financí v letech 1928–1931.